# جميل حليم الحسيني
جميل حليم الحسيني هو شيخ إسلامي لبناني، ينتمي إلى الطريقة الأشعرية الشافعية الصوفية الرفاعية القادرية، ويشغل منصب رئيس جمعية المشايخ الصوفية في لبنان. يُعرف بكونه خطيبًا ومؤلّفًا، وله إجازات عامة مطلقة في الحديث والعلوم الشرعية.

## النشأة والنسب
هو عماد الدين أبو محمد جميل بن محمد الأشعري الشافعي الحسيني، يعود نسبه لسلاسل الأشراف الحسينية. تربّى بعد وفاة والده تحت رعاية الشيخ عبد الله الهرري المعروف.

## المؤهلات العلمية
حصل على آلاف الإجازات العلمية من دول عربية وإسلامية عدة تشمل لبنان وسوريا وإثيوبيا، في تخصصات: القرآن وتفسيره، الحديث النبوي وعلومه، العقيدة والفقه، والسيرة النبوية.
وقد نال إجازة عامة مطلقة في الطرق الصوفية الصحيحة، منها المشابكة ورواة الإمام الرواس وصوفي الخضر عليه السلام.

## الوظائف والمناصب
واصل نشاطه الدعوي والخطابي لأكثر من ربع قرن في المساجد والمؤسسات الدينية.
كما قاد عدة جمعيات، منها:
- جمعية السادة الأشراف في لبنان
- جمعية المشايخ الصوفية
- نقابة السادة الأشراف في العراق وفلسطين
- الأمانة العامة لأنساب السادة الهاشميين
- الأمانة العامة لاتحاد المؤرخين العرب

## مؤلفاته الرئيسية
لديه أكثر من ثلاثين كتابًا، منها:
- *القمر الساري لإيضاح غريب صحيح البخاري*
- *إتحاف المسلم بإيضاح متشابهات صحيح مسلم*
- *الارتواء من أخبار عاشوراء، ودمع العين على استشهاد الحسين*
- *أسرار الآثار النبوية*
- *حقيقة التصوف الإسلامي*
- *قلائد الأئمة المرصعة بعقائد الأئمة الأربعة*[1]

## إسهاماته الأكاديمية
اشتهر بتحقيقه لكتب العقيدة والعقائد الصوفية، وبتأويلاته في مسائل كبرى مثل تكفير المجسم ابن تيمية، إضافة إلى منهجه في بيان غريب الحديث. وقد نالت كتبه ومقالاته دراسات نقدية في بعض المجلات الأكاديمية الإسلامية الحديثة.

## اسمه ونسبه
هو: عماد الدين أبو محمد جميل بن محمد الأشعري الشافعي ولد يتيما وتولى رعايته الشيخ عبد الله الهرري المعروف الذي قدم من الحبشة

## مؤهلاته العلمية
- حاصل على بعض الإجازات من بلاد عربية وإسلامية عديدة ومنها: لبنان وسوريا وأثيوبيا في العلوم الإسلامية ومنها القرآن وعلومه وتفسيره والحديث النبوي وعلومه وشروحه والعقيدة الإسلامية وفقه المذاهب الإسلامية المعتبرة والسيرة النبوية واللغة العربية وعلومها.
- مجاز بالطرق الصوفية الصحيحة كلها إجازة عامة مطلقة والمشابكة التي أخذها الإمام الرواس من الخضر عليه السلام.

## الوظائف التي شغلها
- الخطابة في عدد من المساجد في لبنان. مناصب

1. جمعية السادة الأشراف في لبنان.
2. جمعية المشايخ الصوفية في لبنان.

- مشاركات ومحاضرات في عدد من المؤتمرات مع نشر مقالات ومقابلات في صحف ومجلات عربية ولبنانية.

## كتبه ومؤلفاته
- التشرف بذكر أهل التصوف.
- حقيقة التصوف الإسلامي.
- قلائد الأئمة المرصعة بعقائد الأئمة الأربعة.
- القمر الساري لإيضاح غريب صحيح البخاري.
- إتحاف المسلم بإيضاح متشابهات صحيح مسلم.
- الكوكب المنير في جواز الاحتفال بمولد الهادي البشير.
- زهر الجنان في جواز الاحتفال بليلة النصف من شعبان.
- بحر الدلائل والأسرار في أدلة جواز التبرك بآثار المصطفى المختار.
- عمدة الكلام في إثبات التوسل والتبرك بخير الأنام.
- لُباب النُقول في تأويل حديث النزول.
- النجوم السارية في تأويل حديث الجارية.
- القواعد القرآنية والأصول الإيمانية في تنزيه الله عن الجسمية والصورة والكيفية.
- البرهان المبين في ضوابط تكفير المعين.
- نقل الإجماع الحاسم في بيان حكم الجهوي والمجسم.
- البركان الجارف لشرح المجسم ابن أبي العز التالف.
- السقوط الكبير المدوي للمجسم ابن تيمية الحراني.
- السهم السديد في ضلالة تقسيم التوحيد.
- لوامع الأهلة والنجم في جوامع أدلة الرجم.
- قرة العينين في تربية الأولاد وبر الوالدين.
- تحذير اللبيب مما وقع في بعض الكتب من أكاذيب.
- كشف الأوهام عمن زاغ باتباع المتشابه من الأنام.
- لطائف التنبيهات على بعض ما في كتب الحديث من الروايات.
- عقد اللآل في عقد الود بين الصحب والآل أو الشهد المذاب من زهر المحبة بين الآل والأصحاب.
- أسرار الآثار النبوية: أدلة شرعية وحالات شفائية وصور نادرة للآثار المحمدية.
- فصل الكلام (في بيان بعض الآثام).
- فصل الكلام في أن إجهاض الجنين الحي وإحراق النفس وما يسمى تأجير الأرحام والتبرع بالأعضاء إثم وحرام.
- الفرقان في تصحيح ما حُرّف تفسيره من آيات القرآن.
- الحجج النيرات في إثبات تصرف النبي والولي بعد الممات.
- نيل المرام في الوارد في اللحم والشحم من الأحكام.
- الارتواء من أخبار عاشوراء، ودمع العين على استشهاد الحسين بن علي.
- البحر الجامع لمناقب القطب الرفاعي اللامع.
- مريم والمسيح في نص القرآن الصريح.
- جامع الرسائل الإيمانية في بيان العقيدة الإسلامية.
- طالعة الأقمار من سيرة سيد الأبرار.
- لآلئ الكنور في إباحة الرقية وحمل الحروز.
- جمع اليواقيت الغوالي من أسانيد الشيخ جميل حليم العوالي.
- المجد والمعالي في أسانيد الشيخ جميل حليم الغوالي وهو الثبت الكبير.
- الدرر السلطانية والفوائد الإيمانية من فيض بحر السلطان الحبشي خادم السنة النبوية.
- المدد القدسي في فضل وتفسير آية الكرسي.
- جواهر الأئمة في تفسير جزء عم.
- المنهج المبارك في تفسير جزء تبارك.
- النجم الأظهر في شرح الفقه الأكبر.
- البيان السديد لأخطاء شرح جوهرة التوحيد. له اسم آخر وهو: التعليق المفيد على شرح جوهرة التوحيد. التزم فيه الشيخ جميل مذهب ومنهج أهل السنة والجماعة الأشاعرة والماتريدية وحذر مما يخالف المعتمد والمتفق عليه.

## وصلات خارجية
- موقع ميكائيل
- الموقع الرسمي لجمعية المشاريع الخيرية الإسلامية